# 1887 في كندا
فيما يلي قوائم الأحداث التي وقعت خلال عام 1887 في كندا.

## سياسة

### تعيين في المنصب
- 1 يناير – الكسندر كامبل Lieutenant Governor of Ontario [الإنجليزية]‏.
- 1 يناير – جون أبوت عمدة مونتريال [الإنجليزية]‏.
- 1 يناير – جون كامبل عضو مجلس العموم الكندي.
- 1 يناير – جون ماكدونالد عضو مجلس العموم الكندي.
- 1 يناير – هيو نيلسون Lieutenant Governor of British Columbia [الإنجليزية]‏.
- 8 فبراير – جون فيرغسون عضو مجلس العموم الكندي.
- 22 فبراير – أرشيبالد كامبل عضو مجلس العموم الكندي.
- 22 فبراير – ألفرد جونز عضو مجلس العموم الكندي.
- 22 فبراير – توماس إدوارد كيني عضو مجلس العموم الكندي.
- 22 فبراير – توماس وايت عضو مجلس العموم الكندي.
- 12 أبريل – جون جونز روس عضو مجلس الشيوخ الكندي ‏.
- 1 يونيو – ألكسندر كامبل Lieutenant Governor of Ontario [الإنجليزية]‏.

### انتهاء فترة المنصب
- 1 يناير – توماس سكوت عضو مجلس العموم الكندي.
- 1 يناير – جون بيفيرلي روبنسون Lieutenant Governor of Ontario [الإنجليزية]‏.
- 1 يناير – جون كامبل عضو مجلس العموم الكندي.
- 1 يناير – جون وايت عضو مجلس العموم الكندي.
- 1 يناير – روبرت كامبل عضو مجلس العموم الكندي.
- 7 فبراير – ألكسندر كامبل عضو مجلس الشيوخ الكندي ‏.
- 3 أبريل – ويليام ميلر رئيس مجلس الشيوخ [الإنجليزية]‏.

## مواليد

### يناير
- 1 يناير – جاك تايلور
- 1 يناير – ميللى غامبل مصورة كندية.
- 6 يناير – رونالد ميتلاند متسابق يخت كندي.
- 11 يناير – جون تشيبمان كير
- 16 يناير – لوسيان كانون سياسي كندي.
- 17 يناير – فرانك ماكونيل منافِس أوليمبي كندي.
- 21 يناير – جورج فيزينا لاعب هوكي جليد كندي.
- 28 يناير – هنري سيدني هاميلتون سياسي كندي.

### فبراير
- 28 فبراير – جاك ماكدونالد لاعب هوكي جليد كندي.

### مارس
- 4 مارس – جون الكسندر بوكانان سياسي كندي.
- 6 مارس – هنري غانون موسيقي كندي.
- 29 مارس – أرت بروكس لاعب هوكي جليد كندي.
- 29 مارس – جيمس جوزيف ماكان سياسي كندي.
- 31 مارس – ويليام هنري دنيس سياسي كندي.

### أبريل
- 7 أبريل – تشارلز رايت مستكشف كندي.
- 8 أبريل – بيل جونز
- 14 أبريل – بيشر غيل مُجدّف كندي.
- 20 أبريل – مارغريت نيوتن عالمة أمراض نبات وفطريات من كندا.

### مايو
- 7 مايو – غارفيلد أندرسون سياسي كندي.
- 22 مايو – فريدريك غارفيلد جيلمور ملاكم من الولايات المتحدة الأمريكية.

### يونيو
- 4 يونيو – دون سميث
- 17 يونيو – فرد دوهرتي لاعب هوكي جليد من الولايات المتحدة الأمريكية.
- 21 يونيو – نورمان بوين جيولوجي كندي.

### يوليو
- 15 يوليو – جاك أولريش

### أغسطس
- 20 أغسطس – ويليام ألين والش مدرس من كندا.

### سبتمبر
- 16 سبتمبر – تشارلز هولاند لوك قاضي كندي.
- 22 سبتمبر – هيرب كلارك لاعب هوكي جليد كندي.
- 23 سبتمبر – والاس ارين كروس سياسي كندي.
- 25 سبتمبر – والتر ميلر لاعب هوكي جليد كندي.

### أكتوبر
- 1 أكتوبر – غوردون والاس سكوت سياسي كندي.
- 3 أكتوبر – هاريس تورنر سياسي كندي.
- 8 أكتوبر – هنتلي غوردون ممثل كندي.
- 12 أكتوبر – كلارا إيزابيلا هاريس فنانة كندية.
- 22 أكتوبر – ويليام جيمس بويل سياسي كندي.

### نوفمبر
- 22 نوفمبر – ويليام ريان سياسي كندي.
- 29 نوفمبر – هيرمان جيمس قود جندي كندي.
- 30 نوفمبر – هاري سكوت لاعب هوكي جليد كندي.

### ديسمبر
- 19 ديسمبر – صموئيل توماس رايت سياسي كندي.
- 20 ديسمبر – والتر راسيل شو سياسي كندي.

## وفيات

### يناير
- 19 يناير – جوليا أرشيبالد هولمز (مواليد 1838) صحفية من الولايات المتحدة الأمريكية.

### أبريل
- 25 أبريل – روبرت موفات (مواليد 1844) سياسي كندي.

### مايو
- 6 مايو – ناثان موسى (مواليد 1819) سياسي كندي.
- 28 مايو – ثيودور هارت (مواليد 1816)

### أغسطس
- 13 أغسطس – جون هاميلتون غراي (مواليد 1811) سياسي كندي.